# 卡斯皮昌角
62°30′56″S 59°52′04″W / 62.51556°S 59.86778°W

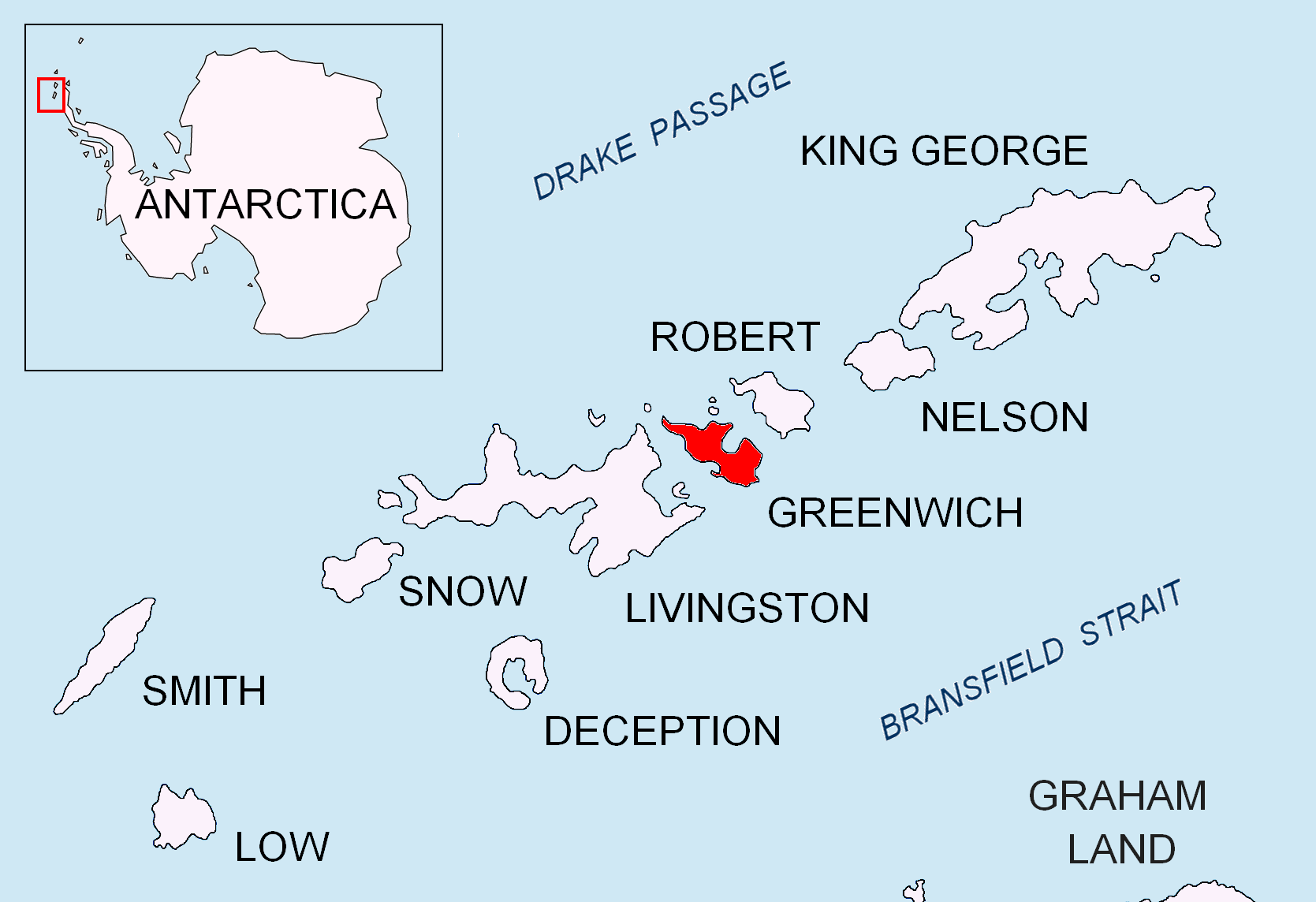

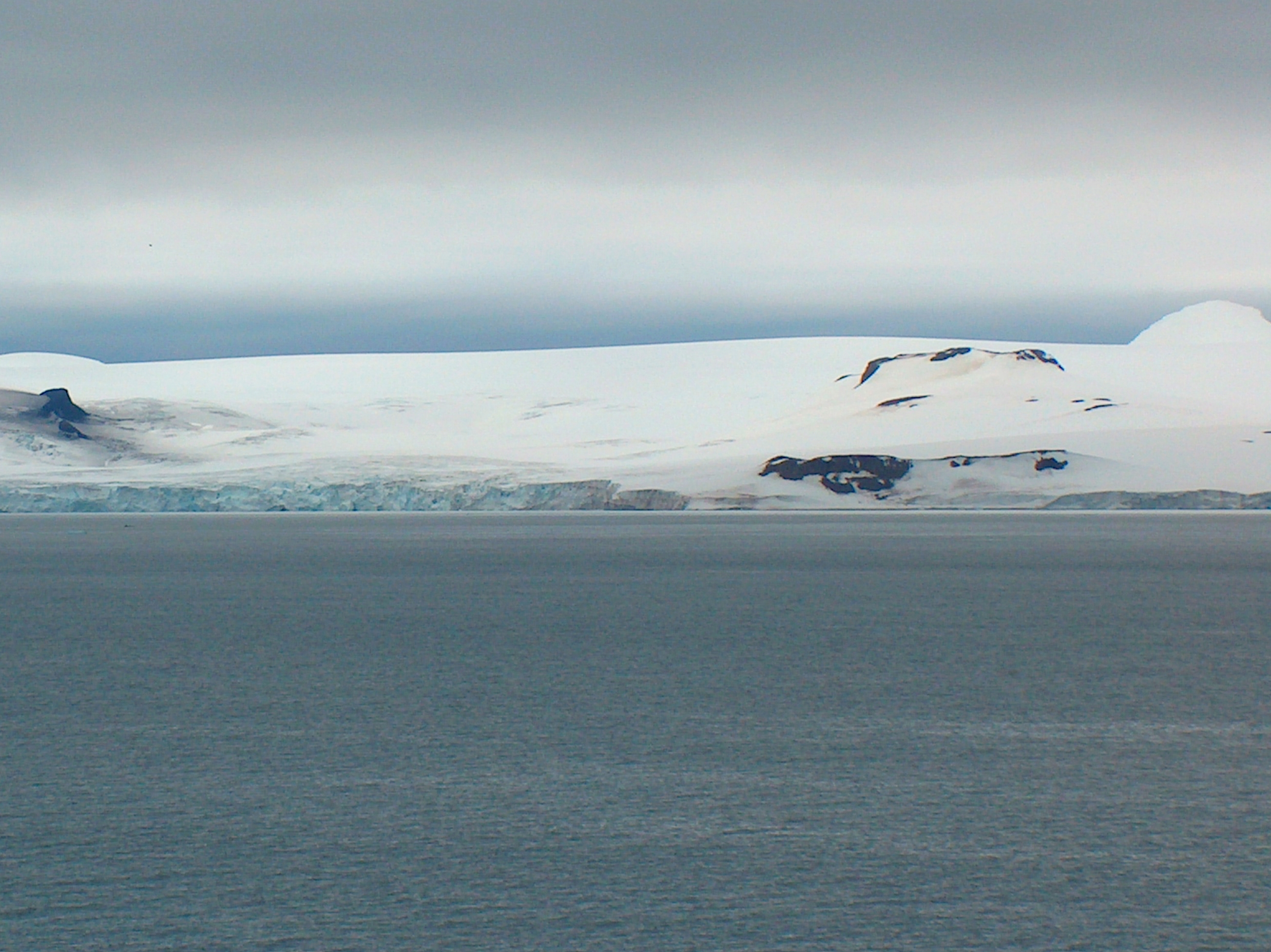

卡斯皮昌角是南極洲的海岬，位於南設得蘭群島的格林尼治島西南岸，處於特賴安格爾角西北面1.4公里、泰勒嶺西南面2公里和約夫科夫角東南面2公里，以保加利亞東北部的城鎮命名。

## 外部連結
- SCAR Composite Gazetteer of Antarctica（页面存档备份，存于）.